# نلی ملبا
دِیم نلی مِلبا (انگلیسی: Dame Nellie Melba؛ ۱۹ مه ۱۸۶۱ – ۲۳ فوریه ۱۹۳۱) خوانندهٔ سوپرانوی اپرای اهل استرالیا بود. او از مشهورترین خوانندگان اواخر عصر ویکتوریا و اوایل قرن بیستم میلادی است. ملبا نامش را از روی زادگاهش ملبورن برگزیده بود و نخستین موسیقی‌دان کلاسیک استرالیایی است که شهرت جهانی یافت.